# Berenguer d'Abella
Berenguer d'Abella (? - Barcelona, 1387) fou conseller i majordom de Pere III el Cerimoniós.
Va fer gestions per acostar Alfons XI de Castella a la causa de Pere III, en un moment d'enfrontament entre el rei i la Unió Valenciana. El 1347 visità Alfons XI amb el fi d'aconseguir que aquest rei prestés suport al Cerimoniós en les lluites contra la Unió. Participà en l'expedició contra Jaume III de Mallorca (1349) participant en la victòria de Llucmajor (1349) sobre les forces de Jaume III i en diverses campanyes a Aragó, el 1363, en la guerra contra Castella. Intervingué en el procés que condemnà a mort l'almirall Bernat II de Cabrera. Berenguer d'Abella fou senyor del castell de Subirats el 1365 fins ben bé la seva mort (1387), com a concessió que li va fer el rei pels seus serveis. El 1369 formava part de l'ambaixada que anà a París a gestionar el matrimoni, frustrat, de l'infant Joan amb Joana de Valois. Fou el negociador principal del tractat amb Gènova del 1386 signat a Barcelona. A la mort de Pere III es va vincular al bàndol de la reina Sibil·la de Fortià; la reina fugint del Palau Reial de Barcelona, es va amagar al castell de Sant Martí Sarroca i probablement Berenguer d'Abella la va aconsellar en aquesta elecció. Arrel d'això fou processat, com altres cortesans, sota l'acusació de fomentar les dissensions dins la família reial, i condemnat a mort sent decapitat al pujar Joan I al poder.
Estava casat amb Constança de Próixida i Carrós, filla d'Olf de Proíxida de València; posteriorment la família de la seva muller va posseir molts territoris al Penedès. Constança obtingué per compra els alous de Sant Pere de Riudebitlles, Terrassola, Santa Fe del Penedès, La Granada (1381-82). Acusada amb el seu marit perdé algunes possessions però les del Penedès li foren restituïdes (1385) Tingueren un fill anomenat Nicolau d'Abella.